# استفانی
استفانی ممکن است به یکی از موارد زیر اشاره داشته باشد:
- شاهدخت استفانی موناکو
- استفانی (خواننده)
- استفانی بیچام
- استفانی برد
- استفانی کوئن-آلورو
- استفانی کول
- استفانی دل واله
- فلیسیته دو ژنلی
- ترینیتی (کشتی‌گیر)
- اشتفی گراف
- استفانی هورنر
- تیفانی یانگ
- استفانی جوستن
- استفانی (خواننده کره جنوبی)
- استفانی کولک
- استفنی لاپوانت
- استفانی مارچ
- استفانی مک‌من
- استفانی مایر
- استفانی میل
- استفانی پاورز
- استفانی رایس
- استفانی رومانوف
- استفانی اسکات
- استفانی سیمور
- استفنی شی
- استفانی سیگمن
- استفانی ویلسون
- استفانی زیمبالیست